# ФК Дунав Прахово
Фудбалски клуб Дунав је српски фудбалски клуб из Прахова, насеља у општини Неготин. Тренутно се такмичи у Српској лиги Исток, трећем такмичарском нивоу српског фудбала.

## Историја
Млади Праховљана који су у Зајечару похађали тзв. нижу гимназије, доласком на летње ферије, у лето 1936.године, покренули су код праховске омладине идеју да се од продаје вина и ракије прикупи добровољни прилог за куповину једне праве фудбалске лопте и тиме стави тачка на јурњаву за крпењачом и надуваном свињском бешиком. Сакупљеним прилозима, уместо једне, купљене су две праве фудбалске лопте од када на широким праховским пољанама почиње фудбалска игра и одмеравање снага у пријатељским сусретима са слабијим неготинским екипама и суседним Радујевцом.
Занимљиве (скоро свакодневне) пријатељске утакмице играле су се од августа до новембра 1940.године противу Немаца Фолксојдечера из Баната, који су у Прахову радили на изградњи, а потом били домаћини у Логору за дислокацију Немаца из Бесерабије у Аустрију и Немачку.  Међу оснивачима и предводницима клуба били су: Ратомир Брзуловић „Сој“ и Бранко Кицорановић, који су у Прахово и донели прве фудбалске лопте.
Клуб је у периоду од 1945. до 2019.године пролазио кроз бројне трансформације. Као сеоски фудбалски клуб, званично основан 1949.године, до 1958. године такмичио се под називом „Будућност“. Од 1958-1961.године постаје раднички клуб и такмичи се под именом ФК „Трудбеник“. Од 1961-1970.године као клуб хемијске индустрије такмичи се под именом ФК „Хемичар“, а од 1975-1982.године, одласком "Хемичара" у Неготин,  постаје Омладински фудбалски клуб „Омладинац“ Прахово. Од 1989 -1999.године наступао је под називом ФК „Прахово“, а од 2000.године до 2019.године пререгистрован је у ФК „Дунав“ Прахово и као такав последњих 20 година је остварио највеће успехе пласманима од Општинске лиге Неготин, преко Међуопштинске (прве и друге) лиге Зајечар, Окружне лиге Бор, Поморавско-тимочке зоне (2007-2009), поново Окружне лиге Бор (2010-2011), Поморавско-тимочке зоне (2011-2014.), Зоне Исток (2014/15.) до Српске лиге Исток где се такмичи од 2015-2019.године.

## Новији резултати
| Сезона   | Ранг | Лига                    | Позиција | ИГ | Д  | Н | П  | ГД | ГП | ГР  | Бод | Куп                  |
| -------- | ---- | ----------------------- | -------- | -- | -- | - | -- | -- | -- | --- | --- | -------------------- |
| 2011/12. | 4    | Поморавско-тимочка зона | 13.      | 30 | 12 | 4 | 14 | 48 | 58 | -10 | 40  | Није се квалификовао |
| 2012/13. | 4    | Поморавско-тимочка зона | 6.       | 30 | 14 | 6 | 10 | 56 | 38 | +18 | 48  | Није се квалификовао |
| 2013/14. | 4    | Поморавско-тимочка зона | 6.       | 30 | 14 | 1 | 15 | 46 | 41 | +5  | 43  | Није се квалификовао |
| 2014/15. | 4    | Зона Исток              | 1.       | 30 | 26 | 1 | 3  | 96 | 16 | +80 | 79  | Није се квалификовао |
| 2015/16. | 3    | Српска лига Исток       | 5.       | 30 | 13 | 7 | 10 | 44 | 31 | +13 | 46  | Није се квалификовао |
| 2016/17. | 3    | Српска лига Исток       | 9.       | 30 | 10 | 9 | 11 | 41 | 39 | +2  | 39  | Није се квалификовао |
| 2017/18. | 3    | Српска лига Исток       | 7.       | 30 | 13 | 4 | 13 | 41 | 41 | 0   | 43  | Није се квалификовао |
| 2018/19. | 3    | Српска лига Исток       | 9.       | 34 | 14 | 3 | 17 | 54 | 54 | 0   | 45  | Није се квалификовао |
| 2019/20. | 3    | Српска лига Исток       | 10.      | 17 | 6  | 5 | 6  | 21 | 17 | +4  | 23  | Није се квалификовао |
| 2020/21. | 3    | Српска лига Исток       | 12.      | 38 | 16 | 7 | 15 | 52 | 49 | +3  | 55  | Није се квалификовао |
| 2021/22. | 4    | Зона Исток              | 1.       | 30 | 24 | 4 | 2  | 92 | 22 | +70 | 76  | Није се квалификовао |
| 2022/23. | 3    | Српска лига Исток       | 10.      | 30 | 11 | 7 | 12 | 41 | 39 | +2  | 40  | Није се квалификовао |
| 2023/24. | 3    | Српска лига Исток       | 8.       | 30 | 13 | 4 | 13 | 43 | 43 | 0   | 43  | Није се квалификовао |